# Gianpiero Palmieri
Gianpiero Palmieri (Taranto, 22 marzo 1966) è un arcivescovo cattolico italiano, dal 29 ottobre 2021 vescovo di Ascoli Piceno, dal 23 maggio 2023 vicepresidente per l'Italia centrale della Conferenza Episcopale Italiana e dal 2 maggio 2024 vescovo di San Benedetto del Tronto-Ripatransone-Montalto.

## Biografia
È nato a Taranto, città capoluogo di provincia e sede arcivescovile, il 22 marzo 1966.

### Formazione e ministero sacerdotale
In giovane età ha frequentato il Pontificio Seminario Romano Minore mentre successivamente è stato accolto come alunno dell'Almo collegio Capranica.
Il 19 settembre 1992 è stato ordinato presbitero, nella chiesa della Santissima Annunziata a Via Ardeatina, per la diocesi di Roma.
Dopo l'ordinazione ha ricoperto gli incarichi di vicerettore del Pontificio Seminario Minore, fino al 1997, e di assistente diocesano dell'Azione Cattolica dei Ragazzi, fino al 1999. Ha poi conseguito la licenza in teologia dogmatica presso la Pontificia Università Gregoriana. Dal 1997 è stato vicario parrocchiale della parrocchia Santi Simone e Giuda a Torre Angela e, nel 1999, è stato trasferito con la stessa qualifica presso la parrocchia di San Frumenzio ai Prati Fiscali, della quale è stato parroco dal 2004 al 2016. Prefetto della IX prefettura, dal 2007 al 2011, è stato nominato parroco della parrocchia di San Gregorio Magno nel 2016, rimanendo in carica fino all'ordinazione episcopale.
Dal 1º settembre 2017 al 31 agosto 2018 è stato responsabile del servizio diocesano per la formazione permanente del clero.

### Ministero episcopale
Il 18 maggio 2018 papa Francesco lo ha nominato vescovo titolare di Idassa e ausiliare di Roma per il settore Est, incaricato anche per la formazione permanente del diaconato. Il 24 giugno seguente ha ricevuto l'ordinazione episcopale, nella basilica di San Giovanni in Laterano, dall'arcivescovo Angelo De Donatis, vicario generale per la diocesi di Roma, co-consacranti l'arcivescovo Luis Francisco Ladaria Ferrer, prefetto della Congregazione per la dottrina della fede, e Giuseppe Marciante, vescovo di Cefalù.
È stato anche delegato per la carità, per la pastorale dei migranti, dei rom e incaricato del Centro per la cooperazione missionaria tra le Chiese. In particolare, ha lavorato nelle periferie di Roma per "far capire a tutti che i poveri sono poveri e non cadere nel tranello dello stabilire delle priorità".
Il 19 settembre 2020 papa Francesco gli ha affidato anche l'incarico di vicegerente della diocesi di Roma, conferendogli la dignità di arcivescovo.
Il 29 ottobre 2021 papa Francesco lo ha nominato vescovo di Ascoli Piceno, con il titolo ad personam di arcivescovo; è succeduto a Giovanni D'Ercole, dimessosi un anno prima. Ha preso possesso della diocesi il successivo 28 novembre.
Il 23 maggio 2023 è stato eletto vicepresidente per l'Italia centrale della Conferenza Episcopale Italiana, succedendo così all'arcivescovo Giuseppe Baturi, precedentemente nominato segretario generale della medesima conferenza episcopale.
Il 2 maggio 2024 papa Francesco lo ha nominato anche vescovo di San Benedetto del Tronto-Ripatransone-Montalto, unendo così in persona episcopi le sedi di Ascoli Piceno e San Benedetto del Tronto-Ripatransone-Montalto; è succeduto a Carlo Bresciani, dimessosi per raggiunti limiti d'età. Ha preso possesso della diocesi il successivo 30 giugno.

## Genealogia episcopale
La genealogia episcopale è:
- Cardinale Scipione Rebiba
- Cardinale Giulio Antonio Santori
- Cardinale Girolamo Bernerio, O.P.
- Arcivescovo Galeazzo Sanvitale
- Cardinale Ludovico Ludovisi
- Cardinale Luigi Caetani
- Cardinale Ulderico Carpegna
- Cardinale Paluzzo Paluzzi Altieri degli Albertoni
- Papa Benedetto XIII
- Papa Benedetto XIV
- Papa Clemente XIII
- Cardinale Bernardino Giraud
- Cardinale Alessandro Mattei
- Cardinale Pietro Francesco Galleffi
- Cardinale Giacomo Filippo Fransoni
- Cardinale Carlo Sacconi
- Cardinale Edward Henry Howard
- Cardinale Mariano Rampolla del Tindaro
- Cardinale Antonio Vico
- Arcivescovo Filippo Cortesi
- Arcivescovo Zenobio Lorenzo Guilland
- Vescovo Anunciado Serafini
- Cardinale Antonio Quarracino
- Papa Francesco
- Cardinale Angelo De Donatis
- Arcivescovo Giampiero Palmieri

## Araldica
| Stemma | Descrizione |
| ------ | --- |
|        | Lo stemma è uno scudo di foggia gotica, e una croce trifogliata in oro, gemmata con cinque pietre rosse che richiamano le cinque piaghe di Cristo. Il motto che compare sullo stemma scelto da mons. Palmieri è tratto dal paragrafo 10 della Misericordiæ Vultus, la bolla di indizione del Giubileo straordinario della misericordia, promulgata da papa Francesco l'11 aprile 2015: "Architrave della Chiesa è la misericordia". |